# ESTRACK

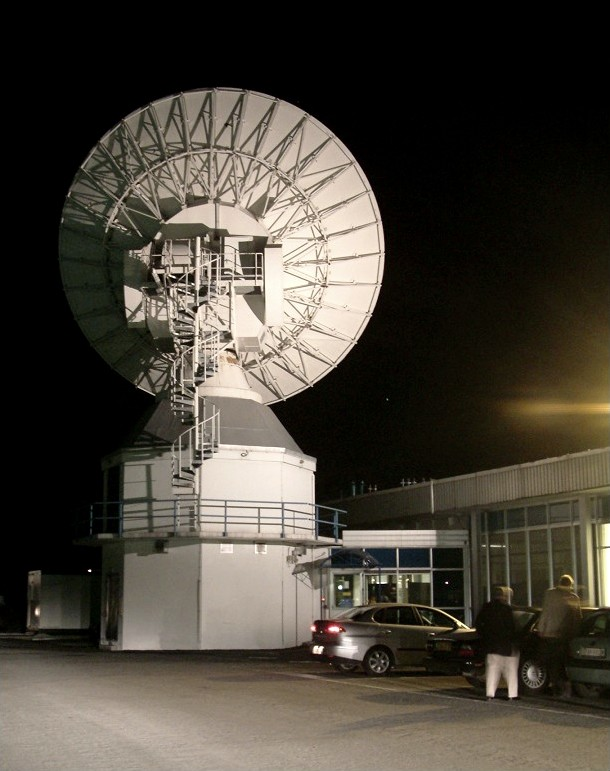
L'estació d'ESTRACK a Redu, Bèlgica

L'European Space Operations Centre (ESOC) opera un seguit d'estacions terrestres de seguiment per a l'Agència Espacial Europea (ESA) conegut com la xarxa European Space Tracking (ESTRACK). Les estacions donen suport a diverses naus de l'ESA i faciliten les comunicacions entre els operadors de terra i les sondes científiques com el XMM-Newton i la Mars Express. Altres xarxes semblants inclouen la Deep Space Network de la NASA (Estats Units), el Indian Deep Space Network, el Chinese Deep Space Network, i el Soviet Deep Space Network.

## Composició

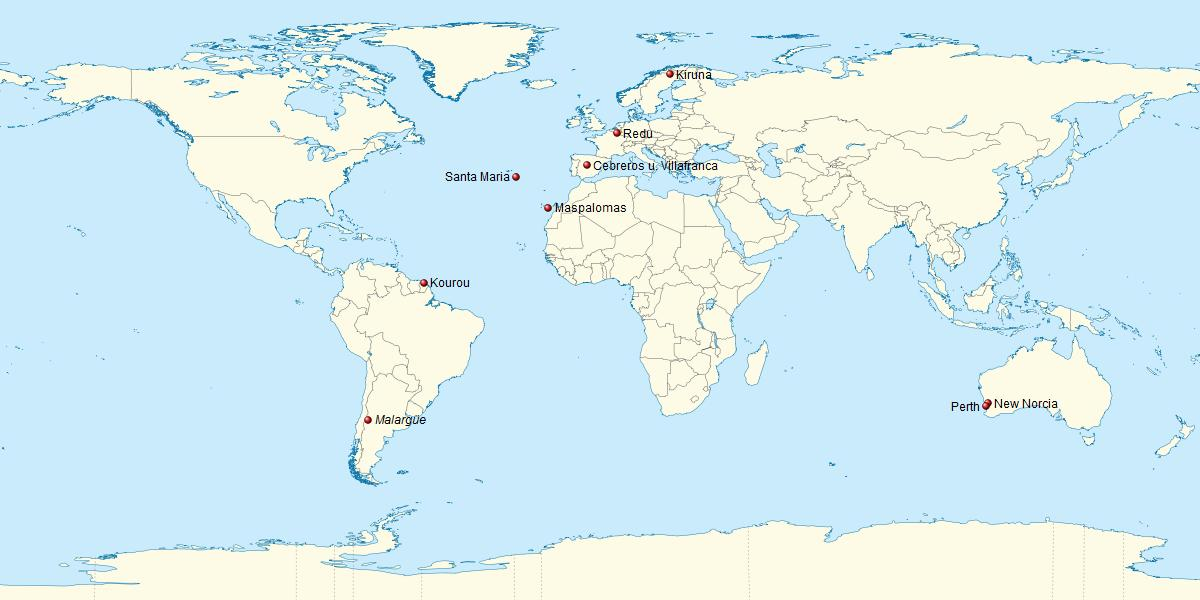
Ubicacions de les estacions ESTRACK de l'ESA en el mapamundi

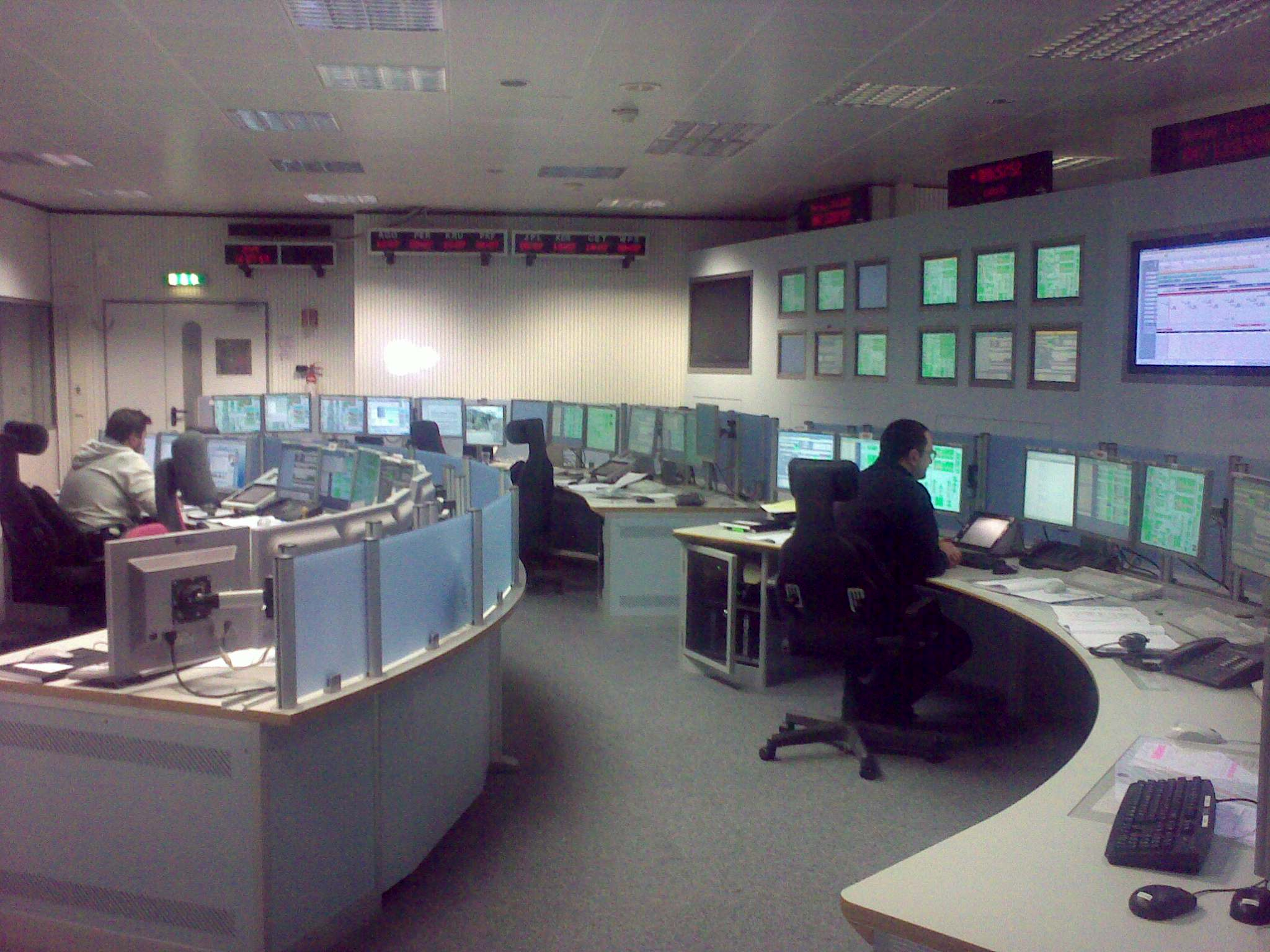
Centre de control ESTRACK a l'ESOC

Com a centre de control ESTRACK a l'ESOC, la xarxa consisteix en nou estacions de l'ESA i quatre més d'altres organitzacions. Aquestes estacions són:

### Estacions de l'ESA
- Estació de Nova Norcia (Austràlia)
- Estació de Perth (Austràlia)
- Estació de Redu (Bèlgica)
- Estació de Kourou (Guaiana Francesa)
- Estació de Cebreros (Espanya)
- Estació de Maspalomas (Gran Canària, Espanya)
- Estació de Villafranca (Espanya)
- Estació de Kiruna (Suècia)
- Santa Maria (Açores, Portugal)
- Estació de Malargüe, actualment en proves inicials a l'Argentina.

### Estacions cooperants
- Malindi (Kenya)
- Santiago (Xile)
- Estació de satèl·lits de Svalbard (Noruega)

## Antenes
Cada estació ESTRACK és diferent, donant suport a diverses missions, algunes comparint-les. La xarxa ESTRACK consisteix en almenys:
- Dos antenes de 35 metres de diàmetre (Nova Norcia i Cebreros), amb una tercera (Malargüe) en construcció.
- Set de 15 metres de diàmetre
- Una de 13 metres de diàmetre
- Una de 12 metres de diàmetre
- Una de 5,5 metres de diàmetre
- Sis antenes GPS-TDAF

També hi ha almenys onze antenes més petites amb mides de 9,3 a 2,5 metres. Les antenes són operades remotament a distància des del Centre de Control d'ESTRACK (ESTRACK Control Centre o ECC) ubicat a l'ESOC.
En el 17 de gener de 2008, l'estació de 5,5 metres en el Monte das Flores (Cim de les Flors), Santa Maria (Açores) va esdevenir l'última estació en unir-se al sistema ESTRACK. L'estació pot ser usada per rastrejar els llançaments dels Ariane i també és capaç de seguir els Vega i Soiuz, que aviat operaran a la base espacial de l'ESA a Kourou, Guaiana Francesa.
La construcció i posada en marxa d'una tercera antena de 35 metres s'està duent a terme en una zona a 30 km al sud de la ciutat de Malargüe a la província de Mendoza de l'Argentina. Ubicat a aproximadament 120 graus del parell d'antenes existents de 35 metres, podrà cobrir contínuament el cel en 360 graus per a missions a l'espai profund a principis de 2013.